# Амина
Амина, Амина́т — женское имя арабского происхождения. Является русифицированным вариантом двух арабских имён: араб. آمنة‎ /ʔaːmina/ и араб. أمينة‎ [ʔamiːna].

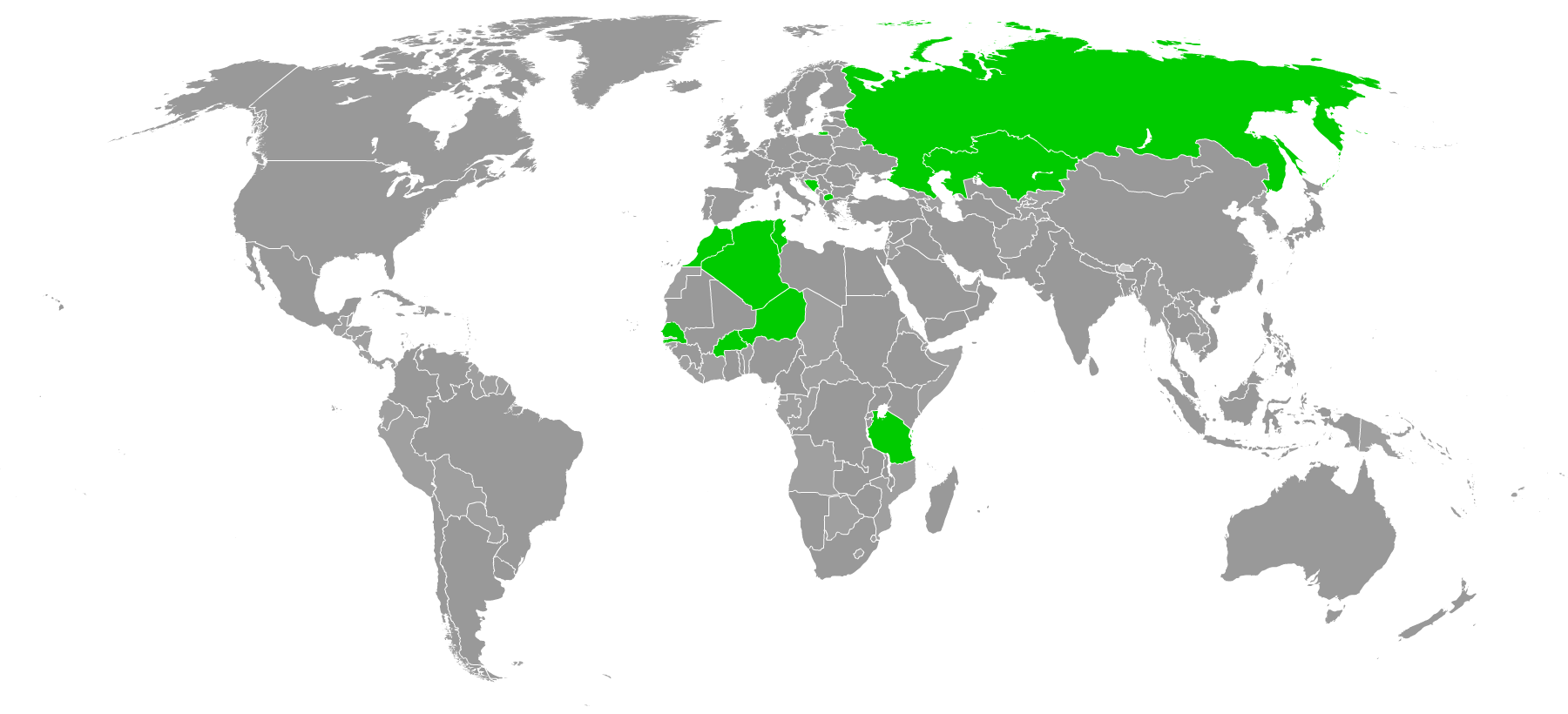
Страны, в которых популярно имя Амина

Распространённое имя у казахов. 

## Известные носительницы
- Амина бинт Вахб — мать пророка Мухаммада.
- Амина — мусульманская воительница, королева эмирата Заззау[англ.] народа хауса XV века в Нигерии.